# Heemskerck (schip, 1978)
De Heemskerck was een containerschip dat in 1978 gebouwd werd als Transvaal door Howaldtswerke-Deutsche Werft. De dubbelschroever werd opgeleverd met twee MAN K8SZ90 dieselmotoren met opgeteld 39.200 pk die het schip een vaart gaven van zo'n 22 knopen, terwijl het 2434 TEU kon vervoeren. Het schip was gebouwd voor Deutsche Afrika-Linien (DAL) en Nedlloyd.

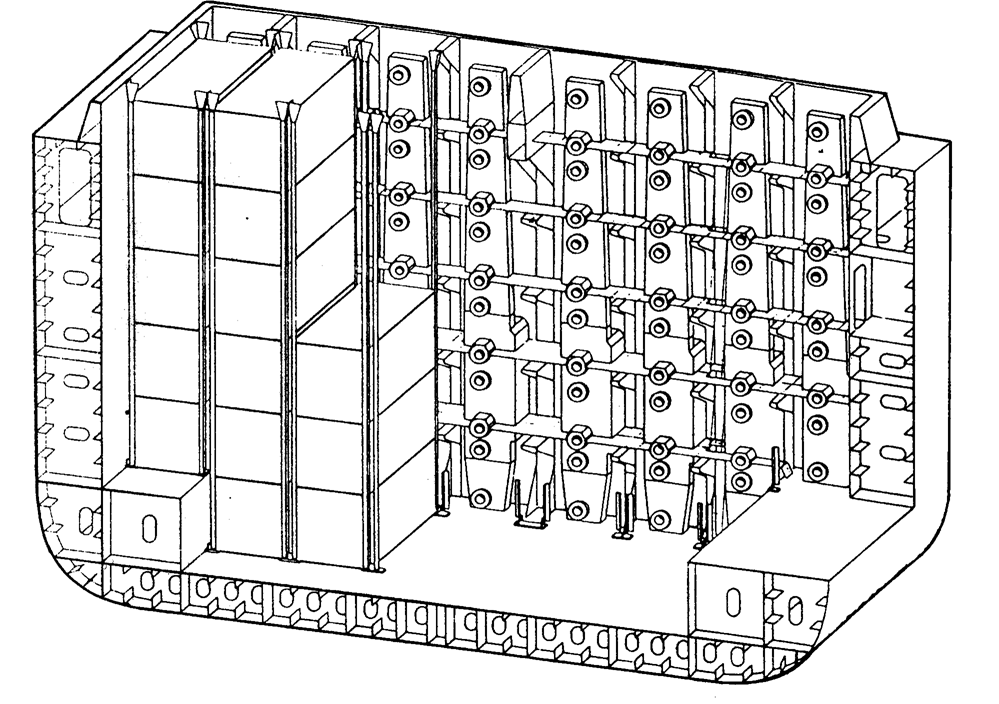
Schematische voorstelling van verticaal conair-systeem

Het was gebouwd voor de Southern Africa Europe Container Service (SAECS) en daartoe uitgerust met conair, een koelsysteem voor porthole-containers.
Door een schaarste in containercapaciteit heeft het schip in 2005 een docking ondergaan om zodoende nog 1 jaar in lijndienst azie-europa te varen. Tijdens deze docking is het conair systeem verwijderd en zijn de achterste ruimen van 2x 20’ naar 1x 40’ omgebouwd.
Aanvankelijk lag het beheer bij DAL, maar in 1987 kwam dit bij Nedlloyd en werd de naam Heemskerck. In 2005 werd de naam P&O Nedlloyd Dubai en daarna Nedlloyd Dubai.
In 2006 arriveerde het schip in Jiangyin waar het werd gesloopt.